# Призрак в доспехах: Синдром одиночки
«Призрак в доспехах: Синдром одиночки» (яп. 攻殻機動隊 Stand Alone Complex ко:каку кидо:тай сутандо аро:н компурэккусу , англ. Ghost in the Shell: Stand Alone Complex) — аниме-сериал, основанный на манге Масамунэ Сиро «Ghost in the Shell». Сценаристом и режиссёром сериала является Кэндзи Камияма. Фильм создан компанией Production I.G и демонстрировался в платной спутниковой сети Animax с 1 октября 2002 года по 25 марта 2003 года. Второй сезон с названием «Ghost in the Shell: S.A.C. 2nd GIG» шёл в сети Animax с 1 января 2004 года по 8 января 2005 года. Оба сезона состоят из 26 серий каждый и дополнены омакэ «Tachikoma Specials». Два сезона сериала завершает полнометражный анимационный фильм «Ghost in the Shell: Stand Alone Complex — Solid State Society».
Аниме-сериал нарушает последовательность повествования, заданную как оригинальной мангой Сиро, так и фильмом Мамору Осии 1995 года «Ghost in the Shell». События сериала начинаются в 2030 году, через шесть лет после «Инцидента со Смеющимся Человеком». Отдельный фильм-компиляция из эпизодов о Смеющемся Человеке был выпущен непосредственно на DVD 23 сентября 2005 года. 27 января 2006 года, аналогичным образом в Японии поступил в продажу фильм-компиляция «Ghost in the Shell: S.A.C. 2nd GIG — Individual Eleven». Он составлен из серий имеющих непосредственное отношение к сюжетной линии 11-ти Индивидуалистов, а также представляет новые сцены и ремиксованный саундтрек.
В России оба сезона сериала лицензированы компанией MC Entertainment под названиями «Призрак в доспехах: Синдром одиночки» и «Призрак в доспехах: Синдром одиночки 2-й ГИГ».

## Сюжет
Первый сезон
В 2024 году неизвестный хакер похищает президента медицинской корпорации "Сирано Гиномикс", производящей микромашины. Позже хакер с заложником появляется на площади в Токио. Под ТВ камерами хакер угрожает заложнику пистолетом. Не дождавшись ответа, хакер бросает заложника и сбегает. Хакер взламывает все камеры и "глаза" обладателям кибермозгов, которым он попадается, и скрывает своё лицо под приметной эмблемой «Смеющегося человека» с цитатой из романа Сэлинджера «Над пропастью во ржи».
После, сразу несколько крупных медицинских корпораций, занимающихся микромашинами, подвергаются провокациям с использованием этого символа. «Смеющийся человек» быстро становится популярным в сети. Через некоторое время провокации прекращаются, и "Смеющийся человек" исчезает.
Эти события уже готовы стать историей, но в Управлении МВД до сих пор работает группа, расследующая дело «Смеющегося человека». Один из детективов, не доверяя своим коллегам, пересылает часть материалов Тогусе, и в тот же вечер погибает при подозрительных обстоятельствах. Его смерть и расследование «Девятого отдела» по материалам, которые он передал, становятся причиной большого коррупционного скандала в высших чинах Управления. А во время скандальной пресс-конференции в игру вновь вступает «Смеющийся человек».
Второй сезон
Основная статья: Призрак в доспехах: Синдром одиночки 2nd GIG
«Девятый отдел» после расформирования создан заново. В Японии появляется группа «11», которая выступает за то, чтобы беженцам на острове Дэдзима в бухте Нагасаки были даны права. Их идеология основана на фиктивном эссе Патрика Сильвестра «11». Их лидер — Хидэо Кудзэ. «Девятый отдел» занимается обезвреживанием группы «11» и наведением порядка в Дедзиме. Главный противник «Девятого отдела» — Кадзундо Года — создатель фиктивного эссе «11» и советник премьер-министра Японии по военной разведке. Дело осложняется личными проблемами Мотоко Кусанаги: Кудзэ, её противник, оказывается тем самым мальчиком, который когда-то значил для неё очень много.

## Персонажи

### Смеющийся человек

Эмблема Смеющегося человека

Лицо смеющегося человека

Главный персонаж первого сезона сериала. Невысокий худой парень, в некотором смысле подражающий Холдену Колфилду, персонажу романа Сэлинджера «Над пропастью во ржи», например желанием открыть всему свету правду о продажных людях или любовью к бейсбольной перчатке. Одет в синюю куртку с капюшоном и панаму, закрывающие всё его лицо кроме глаз.
Юный гениальный хакер, получивший в своё распоряжение информацию о неэффективности использования микромашин и сокрытия вакцины Мурая, эффективного лекарства против склероза кибермозга (отмирание клеток мозга, контактирующих с имплантами). Способен взламывать множество призраков одновременно, кроме того предпочитает бумагу как источник информации, цитирует классиков.
Пытаясь помочь больным и остановить корпорации, предлагающие бесполезные и дорогие способы лечения, в прошлом похищает президента компании Сэрано Геномикс, производящей микромашины, и пытается его принудить рассказать всем правду, однако тот отказывается, после чего Смеющийся человек пытается его заставить при помощи пистолета.
Не причастен к дальнейшим преступлениям, совершённым под его псевдонимом, предпочитая только взламывать призраки ответственных лиц и требовать от них добровольной огласки.
Спасает майора Мотоко Кусанаги от смерти во время замены её кибертела (связанного с заговором против Девятого отдела, со стороны) и делится с ней своей памятью. В конце майор находит его в гигантской библиотеке, в которой ещё сохранились бумажные носители — книги, где у них происходит разговор. Затем Арамаки предлагает ему работать на девятый отдел, но Смеющийся человек отказывается, ссылаясь на то, что не умеет играть в бейсбол.
Загадочность его деяний для общественности и деятельность различных террористических организаций под его именем создали в обществе некий культ Смеющегося человека. Его значок был на футболках, кружках, кепках, в рекламе и т. д.
Хотя массы так и не увидели его лица.
Сам Смеющийся человек не был источником своих идей, а нашёл в сети письмо, содержавшее информацию о неэффективности микромашин и угрозы корпорациям, производящим их. В некотором роде феномен Смеющегося человека оказался копией без оригинала или симулякром.

## Дни Татиком

Ghost in the Shell: Stand Alone Complex — Tachikoma Specials (яп. 攻殻機動隊 STAND ALONE COMPLEX: Section9 Science File „タチコマな日々“) — бонусный мини-сериал, созданный по технологии CGI, прилагающийся к DVD-версии Ghost in the Shell: Stand Alone Complex. Фактически каждая минутная серия является скетчем по мотивам соответствующей серии оригинального сериала. Основными и единственными героями этих юмористических зарисовок являются Татикомы — минитанки 9-го Отдела, оборудованные искусственным интеллектом. Всё действие этого мини-сериала происходит в белом пространстве, схожем с «конструктором» из «Матрицы».

## Список серий аниме
| «Призрак в доспехах: Синдром одиночки» | «Призрак в доспехах: Синдром одиночки»                                                                     | «Призрак в доспехах: Синдром одиночки» | «Призрак в доспехах: Синдром одиночки» |
| № | Заглавие                                                                                                   | Трансляция                             |                                        |
| --- | --- | -------------------------------------- | -------------------------------------- |
| 1 | Бюро общественной безопасности, 9 отдел «Kōan Kyūka SECTION-9» (公安9課 SECTION-9)                         | 1 октября 2002                         |                                        |
| Девятый Отдел вызван для спасения заложников, захваченных робогейшами в одном из ресторанов. | |                                        |                                        |
| 2 | Испытание «Bōsō no Shōmei TESTATION» (暴走の証明 TESTATION)                                                | 8 октября 2002                         |                                        |
| Тяжелый штурмовой танк выходит из-под контроля и становится марионеткой в руках неизвестного угонщика. Угонщик использует идентификационный код Такэси Каго, создателя танка умершего неделю назад. | |                                        |                                        |
| 3 | Андроид и Я «Sasayaka na Hanran ANDROID AND I» (ささやかな反乱 ANDROID AND I)                              | 15 октября 2002                        |                                        |
| Расследование серии самоубийств андроидов приводит Девятый Отдел на фабрику по производству роботов. | |                                        |                                        |
| 4 | Перехватчик «Shikaku Soshi wa Warau INTERCEPTER» (視覚素子は笑う INTERCEPTER)                              | 22 октября 2002                        |                                        |
| Детектив Ямагути, работавший над делом «Смеющегося человека», был убит после звонка Тогусе с сообщением о подозрительной деятельности высших чинов полицейского управления. | |                                        |                                        |
| 5 | Приманка «Manekidori wa Utau DECOY» (マネキドリは謡う DECOY)                                               | 29 октября 2002                        |                                        |
| Сотрудники Девятого Отдела подозревают, что следователи полиции манипулируют расследованием дела «Смеющегося человека» используя бывшего программиста компании «Серано Геномикс» Нанао А как приманку для сокрытия более важных преступлений.                                                               | |                                        |                                        |
| 6 | Подражатели «Mohōsha wa Odoru MEME» (模倣者は踊る MEME)                                                    | 5 ноября 2002                          |                                        |
| Пресс-конференция начальника полиции погружается в хаос из-за покушения организованного «Смеющимся человеком». | |                                        |                                        |
| 7 | Идолопоклонничество «Gūzō Sūhai IDOLATER» (偶像崇拝 IDOLATER)                                              | 12 ноября 2002                         |                                        |
| До министра внутренних дел дошли сведения, что лидер революционного движения Дженомы Марсело Джарти посещает Японию каждые пять месяцев. | |                                        |                                        |
| 8 | Пропавшие сердца «Megumareshi Monotachi MISSING HEARTS» (恵まれし者たち MISSING HEARTS)                    | 19 ноября 2002                         |                                        |
| Медсестра Курутан вызывает майора в больницу, чтобы отследить, кто являлся донором сердца, пересаженного маленькой девочке. | |                                        |                                        |
| 9 | Чат! Чат! Чат! «Net no Yami ni Sumu Otoko CHAT! CHAT! CHAT!» (ネットの闇に棲む男 CHAT! CHAT! CHAT!)        | 26 ноября 2002                         |                                        |
| Кусанаги подключается к сетевой конференции посвященной «Смеющемуся человеку». | |                                        |                                        |
| 10 | Война в джунглях «Mitsurin Kōro ni Uttetsuke no Hi JUNGLE CRUISE» (密林航路にうってつけの日 JUNGLE CRUISE) | 3 декабря 2002                         |                                        |
| Марко Аморетти, бывший старшина американского Имперского Флота превратился в серийного убийцу. Прибыв в Японию, он за последние два месяца убил нескольких женщин, заживо снимая с них кожу. | |                                        |                                        |
| 11 | Портреты «Aseichū no Mori de PORTRAITZ» (亜成虫の森で PORTRAITZ)                                           | 10 декабря 2002                        |                                        |
| База данных Министерства здравоохранения подверглась хакерской атаке, в ходе которой были украдены секретные сведения. Сотрудники Девятого Отдела отследили источник атаки и определили, что взлом исходил из учреждения помогающего людям страдающим синдромом «закрытого кибермозга».                     | |                                        |                                        |
| 12 | Побег «Tachikoma no Iede, Eiga Kantoku no Yume ESCAPE FROM» (タチコマの家出 映画監督の夢 ESCAPE FROM)      | 17 декабря 2002                        |                                        |
| Татикома, принадлежащий Бато самовольно активируется и покидает лабораторию, чтобы исследовать внешний мир. | |                                        |                                        |
| 13 | Неравенство «Unequal Terrorist NOT EQUAL» (≠テロリスト NOT EQUAL)                                          | 24 декабря 2002                        |                                        |
| Шесть лет назад Эка Тукуро, дочь главы кибернетической компании была похищена группировкой противников киборгизации. Местонахождение девочки оставалось загадкой, пока она не была замечена сотрудниками Агентства морской безопасности на заброшенном морском заводе по переработке радиоактивных отходов. | |                                        |                                        |
| 14 | Призрак капитализма «Zenjidō Shihonshugi ¥€$» (全自動資本主義 ¥€$)                                         | 31 декабря 2002                        |                                        |
| С помощью информации полученной от китайских властей Девятый Отдел обезвреживает банду, целью которой было уничтожение финансовой организации. Позже из того же источника поступили сведения о подготовке китайскими социалистами покушения на известного японского миллионера.                             | |                                        |                                        |
| 15 | Своевольные машины «Kikaitachi no Jikan MACHINES DESIRANTES» (機械たちの時間 MACHINES DESIRANTES)          | 7 января 2003                          |                                        |
| Кусанаги готовится принять решение о прекращении использования Татиком. Она обеспокоена тем, что их искусственный интеллект развивается слишком быстро, что может привести к непредсказуемому поведению во время боевых операций.                                                                           | |                                        |                                        |
| 16 | Мёртвая зона «Kokoro no Sukima Ag2O» (心の隙間 Ag2O)                                                       | 14 января 2003                         |                                        |
| На американской военно-морской базе произошла утечка ценной информации. Главным подозреваемым стал бывший медалист Параолимпийских игр Павло Зайцев. Бато необходимо подтвердить или опровергнуть причастность Зайцева к шпионажу.                                                                          | |                                        |                                        |
| 17 | Истина в вине «Mikansei Love Romance no Shinsō ANGELS' SHARE» (未完成ラブロマンスの真相 ANGELS' SHARE)     | 21 января 2003                         |                                        |
| Кусанаги и Арамаки приезжают в Лондон для участия в конференции посвященной борьбе с терроризмом. В городе Арамаки посещает своего старого друга, который просит его помощи в раскрытии преступной схемы отмывания денег мафией.                                                                            | |                                        |                                        |
| 18 | Пропавшее наследство «Ansatsu no Nijūsō LOST HERITAGE» (暗殺の二重奏 LOST HERITAGE)                        | 28 января 2003                         |                                        |
| После пятилетнего ожидания замминистра иностранных дел Китая Ким получил разрешение посетить мемориал погибшим в Кагосиме. Ким стал первым китайским чиновником получившим доступ к мемориалу, однако не всем понравилось такое решение и в адрес замминистра посыпались угрозы убийства.                   | |                                        |                                        |
| 19 | Плен «Gisō Ami ni Dakarete CAPTIVATED» (偽装網に抱かれて CAPTIVATED)                                       | 4 февраля 2003                         |                                        |
| Дочь бывшего премьер-министра Кандзаки была похищена, и Девятому Отделу поручается расследовать обстоятельства её исчезновения. | |                                        |                                        |
| 20 | Повтор «Kesareta Kusuri RE-VIEW» (消された薬 RE-VIEW)                                                      | 11 февраля 2003                        |                                        |
| Тогуса использует книгу Сэлинджера «Над пропастью во ржи» в качестве отправной точки в расследовании и развивает теорию о том, что образ «Смеющегося человека» взят из литературного произведения. | |                                        |                                        |
| 21 | Призрачные следы «Okizari no Kiseki ERASER» (置き去りの軌跡 ERASER)                                        | 18 февраля 2003                        |                                        |
| Раненый Тогуса попадает в больницу и оттуда пытается передать полученную информацию остальной группе. | |                                        |                                        |
| 22 | Скандал «Gigoku SCANDAL» (疑獄 SCANDAL)                                                                    | 25 февраля 2003                        |                                        |
| Глава подразделения по борьбе с наркотиками арестовывается в связи с убийствами во время захвата Общества «Подсолнух». Арамаки приказывает Девятому Отделу просмотреть конфискованные данные, чтобы определить ответственных за инциденты связанные со «Смеющимся человеком».                               | |                                        |                                        |
| 23 | За гранью добра и зла «Zen'aku no Higan EQUINOX» (善悪の彼岸 EQUINOX)                                      | 4 марта 2003                           |                                        |
| «Смеющий человек» снова похищает главу компании «Серано Геномикс». | |                                        |                                        |
| 24 | Одиночка «Kojō Rakujitsu ANNIHILATION» (孤城落日 ANNIHILATION)                                             | 11 марта 2003                          |                                        |
| Изучив всю информацию, связанную с делом «Смеющегося человека» Девятый Отдел готовится обезвредить главу группировки причастной к корпоративному терроризму – генерального секретаря Якусиму. | |                                        |                                        |
| 25 | Под градом пуль «Shōendan'u BARRAGE» (硝煙弾雨 BARRAGE)                                                    | 18 марта 2003                          |                                        |
| Арамаки выпускают под залог. Он встречается с главой Министерства юстиции, чтобы объяснить сложившуюся ситуацию и обеспечить безопасность своей команды. | |                                        |                                        |
| 26 | 9 отдел — воскрешение «Kōan Kyūka, Futatabi STAND ALONE COMPLEX» (公安9課,再び STAND ALONE COMPLEX)        | 25 марта 2003                          |                                        |
| После 15-ти дней ожесточенных боев Умибодзу завершают операцию по ликвидации Девятого Отдела захватом Бато и уничтожением Кусанаги. | |                                        |                                        |

## Саундтрек
Первый сезон
- Yoko Kanno - Spotter (5:55)
- Yoko Kanno - Run Rabbit Junk (4:32)
- Yoko Kanno - Yakitori (7:09)
- Yoko Kanno - Stamina Rose (2:51)
- Surf (3:00)
- Where Does This Ocean Go (4:44)
- Train Search (1:58)
- Siberian Doll House (3:50)
- Velveteen (5:05)
- Scott Matthew - Lithium Flower (3:25)
- Stay Home (3:57)
- Origa & Yoko Kanno - Inner Universe (4:54)
- Yoko Kanno - Fish-Silent Cruise (7:30)
- Some Other Time (4:07)
- Beauty is Within Us (6:08)
- We’re the Great (1:33)
- Monochrome (5:06)